# Sagrada Família (Alfredo Chaves)
Sagrada Família é um distrito do município brasileiro de Alfredo Chaves, no interior do estado do Espírito Santo. Segundo o censo demográfico de 2022, realizado pelo Instituto Brasileiro de Geografia e Estatística (IBGE), sua população era de 626 habitantes e havia 253 domicílios particulares permanentes ocupados.
Foi criado pela lei estadual nº 973 de 26 de novembro de 1914, então pertencente a Guarapari. Passou a pertencer a Alfredo Chaves pelo decreto-lei estadual nº 15.177 de 31 de dezembro de 1943.